# Уздянка
Уздя́нка (в верховье Жесть, бел. Уздзя́нка, Жэсць, Жыццё) — река в Белоруссии, протекает в Дзержинском и Узденском районах Минской области, левый приток Уссы. Длина реки — 57 км, площадь водосборного бассейна — 334 км², средний уклон реки 1 м/км, средний расход воды в устье — 2 м³/с.

## Физико-географические характеристики
Река начинается в Дзержинском районе у деревни Вицковщина к юго-востоку от Фаниполя. Течёт по Столбцовской равнине. В верхнем течении до впадения Олеховки называется Жесть. Долина в верховье невыразительная, на остальном протяжении трапециевидная, её ширина 400—600 м. До деревни Дубровка река течет по осушенному болоту, ниже пойма ровная, открытая (ширина 40-50 м), местами отсутствует, почти всё течение проходит по безлесой местности.
Русло на протяжении 18 км канализировано: 14 км от истока и 4 км выше деревни Чурилово. Между деревнями Добринёво и Узречье на реке запруда. В среднем течении перетекает в Узденский район, протекает через районный центр, город Узда. Генеральное направление течение — юго-восток.
Приток — Олеховка (левый).
Крупнейший населённый пункт на реке — город Узда. Помимо него на реке стоит большое число сёл и деревень, крупнейшие из них: Вицковщина, Рубилки, Добринёво, Узречье, Даниловичи, Чурилово, Зеньковичи, Малая Узда, Бервищи, Первомайск.
Впадает в Уссу у деревни Семеновичи в 6 км к юго-западу от центра Узды.